# Coppa delle Nazioni di rugby 1971-1972
La Coppa delle Nazioni 1971-72 (in francese Coupe des Nations 1971-72) fu la 7ª edizione della Coppa delle Nazioni organizzata dalla FIRA, nonché in assoluto il 12º campionato europeo di rugby a 15.
Si tenne dall’11 dicembre 1971 al 21 maggio 1972 tra 4 squadre che si affrontarono con la formula del girone unico.
Il campionato fu appannaggio, per l'undicesima volta, della Francia campione a punteggio pieno, mentre la Cecoslovacchia fu retrocessa in 2ª divisione.
Promossa in 1ª divisione fu la Spagna, che nella finale del torneo di 2. divisione ebbe la meglio nel doppio confronto contro l'Italia battendola 10-0 a Madrid e successivamente pareggiando 6-6 a Ivrea.

## Squadre partecipanti
| 1ª divisione   | 2ª divisione |
| -------------- | ------------ |
| Cecoslovacchia | Italia       |
| Francia        | Jugoslavia   |
| Marocco        | Spagna       |
| Romania        | Portogallo   |

## 1ª divisione
| Data       | Incontro                    | Risultato | Sede       |
| ---------- | --------------------------- | --------- | ---------- |
| 11-12-1971 | Francia ― Romania           | 31-12     | Béziers    |
| 30-1-1972  | Marocco ― Francia XV        | 3-72      | Casablanca |
| 23-4-1972  | Francia XV ― Cecoslovacchia | 68-3      | Colmar     |
| 27-4-1972  | Cecoslovacchia ― Marocco    | 3-21      | Millau     |
| 30-4-1972  | Romania ― Marocco           | 58-6      | Bucarest   |
| 21-5-1972  | Cecoslovacchia ― Romania    | 3-22      | Vyškov     |

|               | Classifica     | G | V | N | P | PF  | PS  | P±   | PT |
| ------------- | -------------- | - | - | - | - | --- | --- | ---- | -- |
|               | Francia        | 3 | 3 | 0 | 0 | 171 | 18  | +153 | 9  |
|               | Romania        | 3 | 2 | 0 | 1 | 92  | 40  | +52  | 7  |
|               | Marocco        | 3 | 1 | 0 | 2 | 30  | 133 | -103 | 5  |
| Retrocessione | Cecoslovacchia | 3 | 0 | 0 | 3 | 9   | 111 | -102 | 3  |

## 2ª divisione
|  | Semifinali | Semifinali | Semifinali | Semifinali | Semifinali |  |  | Finale | Finale | Finale | Finale | Finale |  |
|  |            |            |            |            |            |  |  |        |        |        |        |        |  |
|  | Italia     | Italia     | 0          | 15         | 15         |  |  |        |        |        |        |        |  |
|  | Portogallo | Portogallo | 0          | 7          | 7          |  |  | Spagna | Spagna | 10     | 6      | 16     |  |
|  | Spagna     | Spagna     | 26         | 21         | 47         |  |  | Italia | Italia | 0      | 6      | 6      |  |
|  | Jugoslavia | Jugoslavia | 4          | 7          | 11         |  |  |        |        |        |        |        |  |

### Semifinali
| Padova 20 febbraio 1972 | Italia  | 0 – 0 | Portogallo | Stadio Plebiscito (2000 spett.)\| Arbitro: \| Witting \| |
| Arbitro:                | Witting |       |            |                                                          |

| Arbitro: | Flingou |

|           |      |                          |
| Lynce 78’ | mt   | 51’, 61’ Dotto 69’ Puppo |
| Lynce 55’ | c.p. |                          |
|           | drop | 32’ Galuzzi              |

| Madrid 5 dicembre 1971 | Spagna | 26 – 4 | Jugoslavia |  |

| Spalato 30 aprile 1972 | Jugoslavia | 7 – 21 | Spagna |  |

### Finale
| Arbitro: | Saint-Guilhem |

|               |      |  |
| Santana 59’   | mt   |  |
| Bueno 3’, 63’ | c.p. |  |

| Arbitro: | Filiatre |

|                 |      |                  |
|                 | mt   | 40+1’ Cruz López |
|                 | tr   | 40+1’ Moriche    |
| Ambron 23’, 39’ | c.p. |                  |